# オーリオ・カナヴェーゼ
オーリオ・カナヴェーゼ（伊: Orio Canavese）は、イタリア共和国ピエモンテ州トリノ県にある、人口約800人の基礎自治体（コムーネ）。

## 地理

### 位置・広がり

#### 隣接コムーネ
隣接するコムーネは以下の通り。
- バローネ・カナヴェーゼ
- メルチェナスコ
- モンタレンゲ
- サン・ジョルジョ・カナヴェーゼ